# Yorktown Heights (Nova York)
Yorktown Heights és una concentració de població designada pel cens dels Estats Units a l'estat de Nova York. Segons el cens del 2000 tenia 7.972 habitants.

## Demografia
Segons el cens del 2000, Yorktown Heights tenia 7.972 habitants, 2.629 habitatges, i 2.163 famílies. La densitat de població era de 540 habitants per km².
Dels 2.629 habitatges en un 44,6% hi vivien nens de menys de 18 anys, en un 73% hi vivien parelles casades, en un 7,2% dones solteres, i en un 17,7% no eren unitats familiars. En el 15,3% dels habitatges hi vivien persones soles el 9% de les quals corresponia a persones de 65 anys o més que vivien soles. El nombre mitjà de persones vivint en cada habitatge era de 3,02 i el nombre mitjà de persones que vivien en cada família era de 3,37.
Per edats la població es repartia de la següent manera: un 28,4% tenia menys de 18 anys, un 5,8% entre 18 i 24, un 27,1% entre 25 i 44, un 27,4% de 45 a 60 i un 11,3% 65 anys o més.
L'edat mediana era de 39 anys. Per cada 100 dones de 18 o més anys hi havia 90,6 homes.
La renda mediana per habitatge era de 88.648 $ i la renda mediana per família de 97.580 $. Els homes tenien una renda mediana de 61.365 $ mentre que les dones 50.261 $. La renda per capita de la població era de 32.349 $. Entorn del 2% de les famílies i el 3,2% de la població estaven per davall del llindar de pobresa.

## Poblacions més properes
El següent diagrama mostra les poblacions més properes.